# Lepontski jezik
Lepontski jezik (ISO 639-3: xlp), jedan od izumrlih drevnih keltskih jezika, koji se govorio na području današnje sjeverne Italije u Retiji i Cisalpinskoj Galiji. Pripadao je kontinentalnoj skupini keltskih jezika.
Govorio se negdje između 600. i 100. prije Krista